# Dasychira esthlopis
Dasychira esthlopis är en fjärilsart som beskrevs av Collenette 1953. Dasychira esthlopis ingår i släktet Dasychira och familjen tofsspinnare. Inga underarter finns listade i Catalogue of Life.